# 維新の京洛 竜の巻 虎の巻
『維新の京洛 竜の巻・虎の巻』（いしんのきょうらく たつのまき・とらのまき）は、1928年に日本で製作されたサイレント映画である。20巻の大作、日活太秦撮影所製作、日活配給。

## スタッフ
- 総指揮 : 池永浩久
- 監督・原作・脚色 : 池田富保
- 監督補 : 渡辺邦男、坂本信
- 撮影 : 唐沢弘光（龍の巻）、松村清太郎（虎の巻）

## キャスト
- 岩倉具視卿 : 山本嘉一
- 桂小五郎 : 河部五郎
- 近藤勇 : 大河内伝次郎
- 西郷吉之助 : 浅岡信夫
- 坂本龍馬 : 鳥羽陽之助
- 田中新兵衛 : 新妻四郎
- 古高俊太郎 : 葛木香一
- 土方歳三 : 尾上華丈
- 芹沢鴨 : 高木永二
- 沖田総司 : 寺島貢
- 永倉新八 : 浅見勝太郎
- 伊東甲子太郎 : 三桝豊
- 藤堂平助 : 尾上桃華
- 佐々木唯三郎 : 南部章三
- 宮部鼎蔵 : 松本泰輔
- 広岡秀郎 : 中山介次郎
- 海老山王吉郎 : 嵐岡若
- 望月義澄 : 浅香新八郎
- 大高忠兵衛 : 阪本清之助
- 平野国臣 : 山田純三郎
- 小松帯刀 : 尾上卯多五郎
- 来島又兵衛 : 実川延一郎
- 中岡慎太郎 : 久米譲
- 奈良原喜左衛門 : 中野英治
- 池田屋惣兵衛 : 磯川元春
- 目明し文吉 : 市川正之助
- 中條右京 : 尾上蝶次郎
- 竹内民部 : 阪東巴左衛門
- 笹川伝蔵 : 中村紅果
- 西川耕蔵 : 森田肇
- 姉小路公知卿 : 小杉勇
- 二條実美 : 谷幹一
- 井上聞多 : 広瀬恒美
- 乾退助 : 瀬川銀潮
- 中村半次郎 : 沢田清
- 毛利恭助 : 津守精一
- 岡本健三郎 : 島耕二
- 近藉忠熈卿 : 嵐璃左衛門
- 徳川慶喜 : 岡田時彦
- 松平容保候 : 嵐珏松郎
- 松平慶永 : 瀬良章太郎
- 島津久光 : 美濃部進
- 二條斉敬卿 : 荒井良平
- 毛利有之助 : 石井貫治
- 原田左之助 : 東木寛
- 篠原冬一郎 : 藤野龍太郎
- 佐伯三蔵 : 葉山富之助
- 近藤周平 : 尾上松葉
- 老僕甚作 : 中村吉次
- 下僕藤吉 : 嵐亀三郎
- 菱屋新助 : 若葉馨
- 近江屋佐吉 : 大崎四郎
- 芸妓幾松 : 酒井米子
- 芸妓 妹松菊 : 徳川良子
- 菱屋お梅 : 梅村蓉子
- 女中おとめ : 伏見直江
- 近江屋おとき : 川上弥生
- 池田屋おたき : 小松みどり